# Amphithera personata
Amphithera personata är en fjärilsart som beskrevs av Diakonoff 1955. Amphithera personata ingår i släktet Amphithera och familjen bronsmalar. Inga underarter finns listade i Catalogue of Life.